# Sepolcro di Barbara Manfredi
Il sepolcro di Barbara Manfredi è una tomba ad arcosolio scolpita da Francesco di Simone Ferrucci da Fiesole per onorare la giovane Barbara Manfredi, prima moglie di Pino III Ordelaffi, signore di Forlì. Si trova nell'abbazia di San Mercuriale di Forlì.
L'occasione del lavoro scultoreo nasce in un ambiente cupo di tragedia familiare: Pino III, figlio di Antonio Ordelaffi e di Caterina Rangoni, fratello di Francesco IV Ordelaffi detto Cecco IV, sposa, nel 1462, Barbara Manfredi (Faenza 1444 - Forlì 1466), figlia del signore di Faenza, Astorre II Manfredi, o Astorgio II, promessagli fin da quando ella aveva sette anni.
Dopo un sospetto tentativo di avvelenare Pino da parte del fratello Cecco e dopo un tentativo di avvelenare Cecco da parte di Barbara Manfredi, Cecco viene effettivamente assassinato da un ufficiale.
Ma la tragedia non è conclusa: Barbara muore improvvisamente e il padre di lei sospetta immediatamente Pino di averla a sua volta avvelenata, per gelosia.
A questo punto, in memoria della giovane sposa defunta, e probabilmente per sgravarsi la coscienza o anche solo per motivi di immagine, Pino fa comunque preparare per Barbara Manfredi un sontuoso monumento funebre da Francesco di Simone Ferrucci da Fiesole. L'opera, collocata originalmente nella chiesa forlivese di San Biagio in San Girolamo, poi distrutta da un bombardamento nella seconda guerra mondiale, è ora visibile nell'abbazia di San Mercuriale di Forlì.